# Šiptari
Šiptari is een plaats in de gemeente Kapela in de Kroatische provincie Bjelovar-Bilogora. De plaats telt 85 inwoners (2001).